# Região Metropolitana de Bogotá
A Região Metropolitana de Bogotá é uma região metropolitana da Colômbia. É uma conurbação não oficialmente estabelecida, mas existente de fato. Estimativas de 2005 apontam que a Região Metropolitana de Bogotá totaliza 7.961.254 habitantes, sendo a mais populosa da Colômbia.

## Municipios
A Região Metropolitana de Bogotá é composta atualmente por 18 municipios:
| Bogotá     | 1,587    | 6.952.000 |  |
| Soacha     | 142,36   | 396.059   |  |
| Facatativa | 50,00    | 106.070   |  |
| Zipaquirá  | 17,00    | 100.000   |  |
| Chia       | 15,00    | 97.444    |  |
| Mosquera   | 206,00   | 63.573    |  |
| Madrid     | 133,40   | 61.609    |  |
| Funza      | 35,00    | 51.808    |  |
| Cajicá     | 78,00    | 44.570    |  |
| Sibaté     | 70,00    | 31.166    |  |
| Tocancipá  | 70,00    | 23.961    |  |
| La Calera  | 70,00    | 23.308    |  |
| Cota       | 70,00    | 21.250    |  |
| Sopó       | 70,00    | 21.015    |  |
| Tabio      | 70,00    | 20.714    |  |
| Tenjo      | 70,00    | 19.176    |  |
| Gachancipá | 70,00    | 10.787    |  |
| Bojacá     | 70,00    | 6.010     |  |
| Total      | 2.326,39 | 7.961.254 |  |
| *DANE      |          |           |  |